# StarTropics
StarTropics (スタートロピクス) es un videojuego de acción y aventura lanzado por Nintendo en 1990 para la Nintendo Entertainment System. A diferencia de la mayoría de juegos de Nintendo, nunca fue lanzado o destinado a serlo en Japón. Fue lanzado sólo en Norteamérica y Europa. Fue producido, escrito y dirigido por Genyo Takeda de Nintendo Integrated Research & Development (que también desarrolló la serie Punch-Out!!). StarTropics tuvo una secuela, titulada Zoda's Revenge: StarTropics II (La venganza de Zoda: StarTropics II), en 1994. El 11 de noviembre de 2016, el juego (junto con otros 29 juegos) fue incluido en NES Classic Edition / Nintendo Classic Mini: Nintendo Entertainment System lanzado por Nintendo.
El juego fue introducido en América del Norte en la Consola Virtual de la Nintendo Wii el 7 de enero de 2008, y en la región PAL el 11 de enero del mismo año. Fue lanzado en la Consola virtual de la Nintendo WiiU en Europa el 3 de septiembre de 2015, en Oceanía el 4 de septiembre del 2015 y en América del Norte el 26 de mayo del 2016.

## Trama
La historia comienza con Mike Jones, el protagonista, va a visitar a su tío, un arqueólogo llamado Dr. J, en la Isla-C. Cuando Mike llega a casa del Dr. J, se encuentra con que ha desaparecido. El ayudante del doctor, Baboo, lo lleva a bordo de un submarino llamado NAV-COM, para buscar al doctor. En una isla cercana, Mike encuentra una botella con una carta del Dr. J , dirigida a él. El doctor ha sido secuestrado por extraterrestres y necesita ayuda de Mike. Más tarde en el juego, Mike se encuentra un código en la carta del Dr. J que activa una baliza de rastreo en sus zapatos. 
Se dirige a las coordenadas señaladas y encuentra al Dr. J en una cápsula de escape. Dr. J explica que en la órbita de la Tierra hay una nave espacial pertenece a los Argonians, una raza alienígena que fueron exterminados por los aliens hostiles que lo secuestraron. Los aliens utilizaron al doctor para robar varios cubos dentro de la nave espacial. Mike viaja a la nave extraterrestre para recuperar los cubos.
En la nave nodriza, Mike se enfrenta a Zoda, el líder de los alienígenas invasores. Después de Zoda es derrotado, Mike destruye los generadores de la nave y recupera los cubos antes de que la nave se autodestruya; él regresa a la superficie en otra cápsula de escape. De vuelta a la isla, Mike ve que los cubos forman un dispositivo dimensional, al activarlo aparecen siete crías argonianas. Al final, el doctor decide adoptar a las criaturas.

## Gameplay
StarTropics se juega desde una perspectiva aérea, similar a The Legend of Zelda (en las zonas de "calabozo") y juegos de rol diferentes a la NES (ciudad y zonas supramundo), sin embargo, StarTropics es lineal y tiene un argumento constante. El juego se divide en una serie de capítulos a través del cual la historia avanza. En cada capítulo, Mike inicialmente paseos por las ciudades u otras áreas, hablando con NPCs y obtener información. Después de hablar con la gente que necesita, Mike menudo a continuación, viajar a una cueva o espacio subterráneo otros. Es aquí donde el juego cambia la mecánica. La vista es mucho más zoom-in, con Mike viajando a través de los cuartos que son (generalmente) una gran pantalla.
Mike inicialmente ataca a los enemigos con la Isla de Yo-Yo (que se llama la Estrella de la Isla en la versión de la consola virtual del juego porque "yo-yo" sigue siendo un nombre de marca registrada en Canadá [cita requerida]), que tiene un corto alcance. Más adelante en el juego, puede ser actualizado a la adición de dos armas más alcance y poder de sus ataques, por orden de aparición: la estrella fugaz (Capítulo 3 de SheCola) y el Supernova (capítulo 7 del Cubo de Orange). Estas mejoras, sin embargo, requieren de la salud de Mike para estar en un cierto nivel para estar disponible, de lo contrario se cambia de nuevo a la orden del día, más bajo. Para usar la estrella fugaz, Mike necesidades 6 corazones llenos de vida, y para usar el Mike Supernova necesidades de la mitad de su indicador de estado (11 corazones) completo.
Mike se pueden acumular otras armas y objetos mágicos, algunos de los cuales son en ambiente beisbolero, mientras que otros han pasado a denominarse de acuerdo a la Guía de Operaciones, en estas áreas, tales como bates de béisbol, pelotas de béisbol (también llamada Maravilla Horsehides), tacos (también conocido como Los picos), las antorchas (titulado como Fuego), cancha de bolas (también conocido como Twister), Asterisk / Twin Cruz-Blades (que son similares a los shurikens, pero pueden partirse a moverse en un ángulo de 90 grados), resorteras, espejos reflectantes (conocido como espejos Milagro), dos tipos de armas láser (una pistola y un rifle) y más. Estas armas especiales no se transfieren de la prisión a la prisión. Además, Mike puede reunir varios elementos que tienen diferentes usos, tales como una linterna para iluminar habitaciones oscuras, un muñeco de nieve que congela al enemigo (utilizado en el capítulo 2), la varilla de la vista utiliza para hacer aparecer los fantasmas, la magia que el cronómetro ya sea lento o se detiene enemigos, y una tobillera mágica que permite a Mike para saltar dos veces la distancia hasta que se mueva a la habitación de al lado.
Mike tiene un medidor de vida que se hace de un máximo de 22 corazones, similar a la de Link. Este medidor se puede ampliar al encontrar un gran corazón (que son básicamente los mismos que contenedores de corazón en Zelda). A veces un elemento de curación llamado "Vitamina X" se puede ver en algunos lugares en el juego, que temporalmente puede llenar todos los corazones de Mike, mientras que la salud de Mike lentamente se desagüe hacia la cantidad de corazones que tiene. Mike pierde corazones cuando recibe daño. Estos corazones pueden ser rellenados por encontrar corazones o estrellas o de los enemigos, o habitaciones en el interior, o mediante la recopilación de 5 estrellas de los enemigos. poción Además, Mike puede utilizar para volver a llenar los corazones almacenados cuando no están disponibles.
Mike tiene tres vidas y tiene que reiniciar desde el principio de una zona de la prisión, si pierde a todos. Es posible tener más de tres vidas, obteniendo el "Try-su-suerte de" Signos de vida o bien tienen más o menos, dependiendo de qué número se muestra en el letrero. Hay docenas de diferentes enemigos dentro del juego y algunas trampas instantánea matar, tales como pozos de pinchos, plataformas que se hunden en el agua en todas partes y bolas de boliche gigante que recuerda de la roca rodante visto en el principio de la película de Indiana Jones, En busca del Lost Ark
Al llegar a la final de la zona de la prisión, por lo general Mike peleará un jefe grande, que a menudo requiere una estrategia única de la derrota. Hay un sistema de puntos en el juego, que, a diferencia de la mayoría de los juegos, reduce los puntos para cada enemigo muerto.

### Pergamino
Un aspecto único de StarTropics fue que dentro del paquete con el juego venía un pergamino. 
Es una carta del Dr. Jones dirigida a Mike, pidiéndole que lo visitara en su laboratorio de la isla. Como si el jugador realmente hubiera recibido el mensaje. 
Conforme se progresa, Mike intercepta una trasmisición de su tío:
- "Aliens malvados de un lejano planeta ...."
- "Dile a Mike que hunda mi carta en el agua ...."

Aunque el jugador tuviera el pergamino físico, nada le indica que lo debe sumerger en agua Esto lleva a la confusión de que el Dr. Jones podría confusamente referirse a un objeto dentro del juego. Mojar el pergamino revela más texto del Dr. Jones y la frecuencia "747 MHz" que se debe utilizar en el juego para avanzar.
Dado que en su época tiendas de alquiler o minoristas de videojuegos a menudo no tienen cajas de juego o los manuales, es difícil encontrar una copia de StarTropics con el pergamino original, una persona que quiere completar StarTropics actualmente necesitará investigar en internet para avanzar. La revista Nintendo Power llegó a avisar sobre la necesidad de mojar el pergamino para revelar el texto oculto, llegando a regalarlo en algunas ediciones especiales de la revista.
Para su re-lanzamiento en Consola Virtual del Wii, la carta se incluye en el manual digital (Guía de operaciones) con una imagen de una carta y un cubo de agua en el fondo. Cuando el jugador hace click en una de las imágenes, la carta se sumerge en el cubo y la frecuencia es revelada. 
En la versión europea, la carta simplemente tiene un "click aquí" en la parte inferior de la carta.

## Secuela
Zoda's Revenge: StarTropics II (ゾーダの復讐：スタートロピクス2)es un videojuego lanzado sólo en Norteamérica en 1994. Fue desarrollado y publicado por Nintendo para la consola Nintendo Entertainment System como la secuela del juego de 1990, StarTropics. Es el segundo al último juego lanzado en la licencia de NES, Wario's Woods ser el último. Más tarde fue lanzado en Virtual de Wii la consola el 29 de diciembre de 2008 en América, y el 10 de julio de 2009 en las regiones PAL.

## Parcela
La historia comienza con Mike Jones, el protagonista, recibiendo un mensaje telepático de mica, la princesa del Argonians, a quien había rescatado a Mike en el juego anterior. Ella le dice a Mike cómo resolver un sistema de cifrado que él y su tío, conocido como Dr. J, que se encuentra en el lado de la cápsula espacial Argonians. Mike va a ver a Dr. J, y juntos resolver el cifrado y la leyó en voz alta. Esto hace que Mike se lanzó en el pasado. Llega a la edad de piedra. Después de ayudar a una tribu de hombres de las cavernas recuperar a sus hijos de uno come la carne y el jabalí, se encuentra un objeto, que Mica telepáticamente identifica como una tétrada ("Bloquear" en la versión de la Consola Virtual). Él debe viajar a diferentes épocas de la historia de la Tierra y recuperar el resto de la Tétradas.
Durante un tiempo de salto, en el que Mike ayuda a Sherlock Holmes evitar un robo en el museo, descubre que Zoda, el antagonista del juego anterior, está vivo en período de Holmes, y también está tratando de recoger las tétradas. Mike derrotas Zoda de nuevo y afirma que la Tétrada Zoda trató de robar. Con base en el hecho de que Zoda refería a sí mismo como "Zoda-X", Holmes deduce que es probable que sea un Zoda-Y y Z-Zoda algún lugar del tiempo, también. Esto se demuestra para ser verdad, como Mike más tarde se enfrenta y derrota a Zoda-Y en Transilvania. Después de que se recupere el último de los Tétradas, Mica contactos Mike y le dice que Zoda-Z ha atacado a C-Island, donde se aloja la Argonians. Mike regresa al presente y se enfrenta a Zoda-Z en el combate. Después de finalmente derrotar a Zoda, el Jefe de C-Isla ayuda a Mike poner el Tétradas juntos. Cuando están juntos, Hirocon, el líder de la Argonians y padre de Mica, se desprende de la tétradas. Lidera la Argonians de vuelta a su planeta natal para reconstruir.

## Gameplay
Venganza Zoda corre a través de nueve capítulos, aunque el primero es la historia-solamente. Cada capítulo aparte de los primeros se lleva a cabo en un tiempo y lugar diferentes y tiene uno más jefes, múltiples áreas, muchas armas, la medicina, los obstáculos y rompecabezas. Mientras que el StarTropics original se llevó a cabo casi exclusivamente en una serie de islas tropicales, su secuela se desarrolla en varios lugares, como una era hombre de las cavernas, Antiguo Egipto, el Lejano Oeste, la Edad Media, e Inglaterra en los plazos de edad.
Durante el juego, Mike cumple con muchas figuras importantes de la historia y de ficción a través de su viaje en el tiempo. Estos consisten en Cleopatra, Merlín, Sherlock Holmes, Leonardo da Vinci y el Rey Arturo, que le ayude a conseguir su objetivo, encontrar el tétradas (piezas de Tetris) y derrotando a tres Zoda los clones.
A diferencia de la original, Mike ya no se limita a moverse en "cuadrados" (una queja común del juego original, la incapacidad de moverse en diagonal y disparar en diagonal, mientras que los jefes podían disparar en diagonal), y ahora puede mover en 8 direcciones diferentes. Ahora utiliza varias armas, incluyendo Hacha de Campanilla, Daga de Cleopatra de bronce, y Katana Leonardo da Vinci, así como un actualizable ataque de proyectil mágico que se aprende de Merlín llamado el choque psíquico de onda, en contraposición a la Isla de Yo-Yo (Star Island en la versión de la Consola Virtual de StarTropics), la estrella fugaz y el Super Nova tuvo en el primer juego. Es de destacar que la principal arma en este juego, el hacha, puñal o katana, no se ve afectada por el número de Mike de los corazones, a diferencia del primer juego. En cambio, la fuerza de la onda de choque psíquico depende del número de corazones.

## Desarrollo
La vista aérea primer mapa del juego en La Venganza de Zoda: StarTropics 2.Antes la época de NES en América del Norte estaba a punto de finalizar, Nintendo de América hizo un plan para ayudar a vender Venganza de Zoda: StarTropics II junto con Mega Man 6 y la versión NES de Wario Woods, que también fueron publicados por Nintendo en América del Norte durante el mismo tiempo. Su plan era liberar la carga superior NES-101 por un precio al por menor de 49,99 dólares para atraer a los consumidores a comprar la versión actualizada de la NES original, junto con uno o más nuevos juegos para la consola. La venganza de Zoda: StarTropics II marca la era que Nintendo Integrado de Investigación y Desarrollo (IRD Nintendo) tuvo la mayor actividad en la sección de desarrollo de software. Durante este período, Nintendo IRD estaba produciendo la versión de Super Nintendo de Super Punch-Out! junto con Zoda's Revenge: StarTropics II.
- Datos: Q2252902